# Stefano Terra
Stefano Terra, nom de plume de Giulio Taverna, né à Turin le 11 août 1917 et mort à Rome le 5 octobre 1986, est un écrivain, poète et journaliste italien.

## Biographie
Il obtient le prix Campiello en 1974 pour Alessandra (Alessandra), le prix Viareggio en 1980 pour Le porte di ferro et le prix Scanno en 1984 pour Albergo Minerva.

## Œuvre traduite en français
- Perdu pour les hommes [« La fortezza del Kalimegdan »], trad. de Claude Poncet, Paris, Éditions Laffont, 1962, 307 p. (BNF 33190293).
  - Perdu pour les hommes [« La fortezza del Kalimegdan »], trad. de Claude Poncet, révisée par Fabienne Costa, Paris, Éditions Autrement, coll. « Littératures », 1988, 266 p.  (ISBN 2-86260-893-9).